# شیپور زرد
کوستوس اسپکتابیلیس (انگلیسی: Costus spectabilis) شیپور زرد، این یک گونه گیاهی آفریقایی است. از سیرالئون  تا سودان تا جنوب آنگولا و زیمبابوه یافت می‌شود.